# Melissa R. Martin
Melissa Reneé Martin (Oklahoma City, 8 juli 1979) is een Amerikaanse actrice. 

## Biografie
Martin begon in 1990 met acteren in de film Problem Child. Hierna heeft zij nog meerdere rollen gespeeld in films en televisieseries, zoals Evening Shade (1990-1991), Blow (2001), The Skeleton Key (2005) en Veronica Mars (2004-2005). 
Martin werd in 1990 genomineerd voor een prijs in de categorie Best Optreden door een Jonge Actrice Onder Negen voor haar rol in de televisieserie Evening Shade maar verloor van Raven-Symoné (The Cosby Show).

## Filmografie[2]

### Films
Uitgezonderd korte films.
- 2008 Stone & Ed – als aantrekkelijk meisje
- 2005 The Skeleton Key – als diner gaste
- 2002 The Source – als Ashley Bainbridge
- 2002 Killers 2: The Beast – als Emma
- 2001 Final Stab – als Angela
- 2001 Blow – als gaste op feest van Derek Foreal
- 2000 Dreams – als ??
- 1990 Problem Child – als vriendin

### Televisieseries
Uitgezonderd eenmalige gastrollen.
- 1999 Undressed – als Laura - ? afl.
- 1990 – 1991 Evening Shade – als Molly Newton – 24 afl.